# فويلة (عظم)

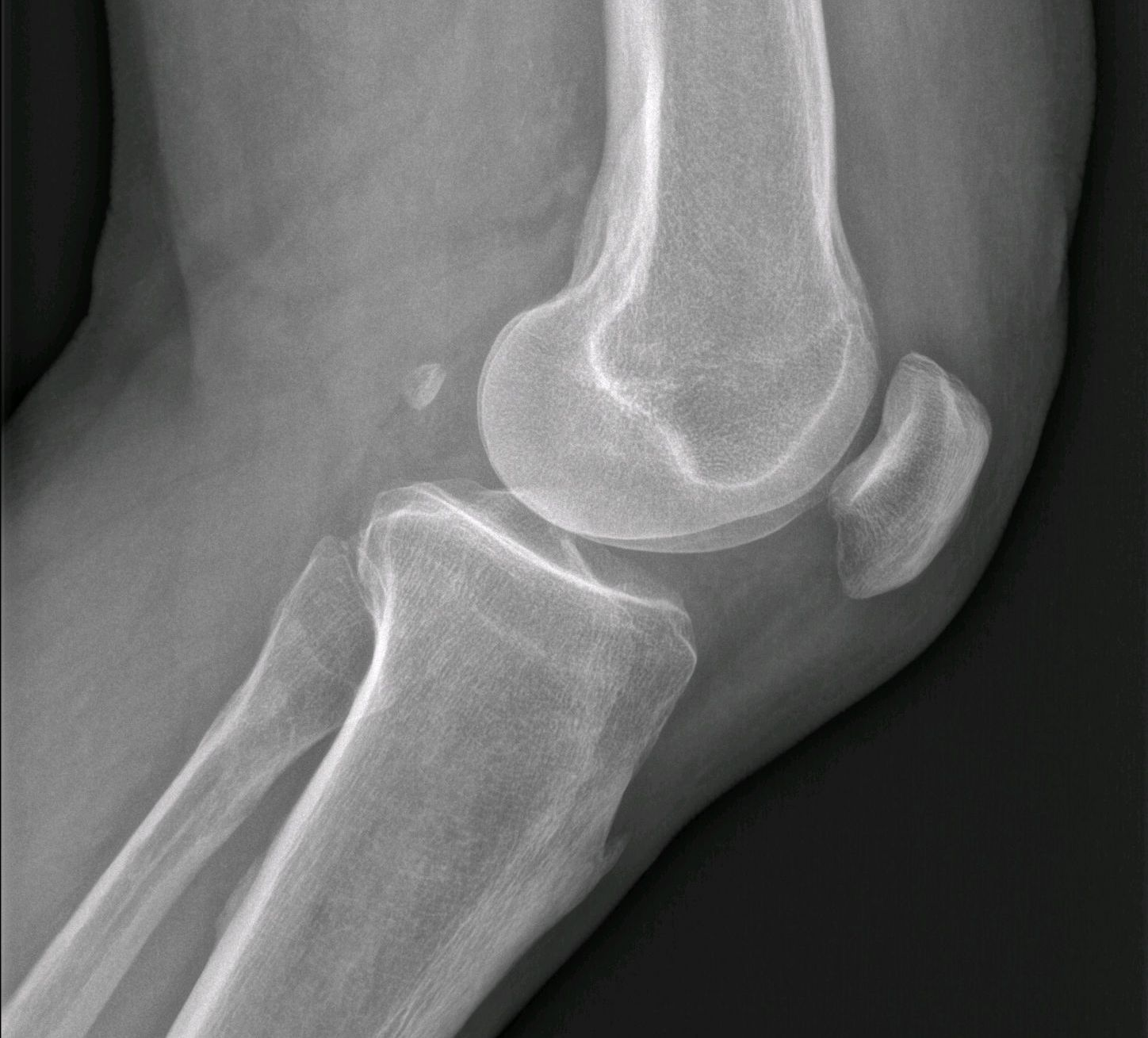
عَظمة الفُوَيلَة

الفُوَيلَة (بالإنجليزية:Fabella)، وهيَ غضروف مُتعَظِم فِي الرأس الجانِبي لِعَضلة السَّاق وَراء اللقمة الجانِبية لِعظمة الفَخذ، حَيث تعتبر عَظمة سمسمية.

## التَسمية
سُميت الفُوَيلَة بِهذا الاسم نِسبة لنبات الفاصولياء.

## الطبيعة
تَختلف عَظمة الفُوَيلة في البُنية التَشريحية كَما أنها تُوجد في (10-30)% من البَشر، وفي بَعض الحالات النادِرة توجد بِشكل ثنائي أو ثُلاثي، كما أن الفُويلة تكون مَوجودة عادةً لدى القِطط والكِلاب.